# H.P. Thorsøe
Hans Peter Thorsøe (7. oktober 1791 i Skibby – 28. november 1842 i København) var en dansk skibsfører og maler, far til Sophie Madsen.

## Thorsøe som sømand
Man ved, at Thorsøe var i Dansk Vestindien som matros i 1806, 15 år gammel, fordi han udførte en akvarel af havnen i Christiansted. I 1810 tog han styrmandseksamen i København, og i de følgende år sejlede han med flere af rederen Jacob Holms skibe. I 1828 fik han bygget sin egen skonnert, Ludvig, på Jacob Holms værft, og på dens første tur tegnede han den ud for Napoli i 1829. På flere af de lange ture udførte han akvareller og malerier, og på den måde ved man, at han også var i Vestindien i 1820, 1825 og 1842. Han førte skib til Rio de Janeiro i 1838 og igen i 1839, hvor han tegnede den nye bark Jacob fra Jacob Holms rederi. 

## Thorsøe som kunstner
Som skibsfører er H.P. Thorsøes kunstneriske virke præget af sit job. Til Jacob Holm udførte han portrætter af hans skibe, og han tegnede prospekter af de havne, skibene sejlede på, Rio de Janeiro og byerne Frederiksted og Christiansted på St. Croix, Dansk Vestindien. Men kunsten blev ikke Thorsøes levevej. Hans værker er hovedsagelig i privateje, hos Jacob Holms efterkommere og i kunstnerens egen familie. Thorsøe færdedes i København mellem sine venner, der talte C.W. Eckersberg og Jacob Petersen. De udvekslede synspunkter om, at tegne skibe, og de lærte af hinanden. Thorsøes skibsportrætter ligger meget tæt op ad Jacob Petersens, og baseret på Eckersbergs originaler udførte Thorsøe et par motiver i olie.
Ved sit bryllup i 1822 blev han svigersøn til portrætmaleren Peder Faxøe. Thorsøe er begravet på Assistens Kirkegård.